# Laika (band)
Laika is een Britse triphopband, opgericht in 1993 door Margaret Fiedler. Zij verliet de band Moonshake samen met bassist John Frenett. De debuutsingle "Antenna" is uitgebracht in 1994. Vlak daarna volgde het album Silver Apples of the Moon.

## Bezetting
- Margaret Fiedler
- Guy Fixsen
- John Frenett
- Lou Ciccotelli

## Discografie
- EP Antenna (1993; debut EP)
- Silver Apples of the Moon (1994)
- Sounds of the Satellites (1997)
- Good Looking Blues (2000)
- Wherever I am I am What Is Missing (2003)